# Органа
Органа (познат и као Орхана или Јорган) био је владар Оногура у периоду од 617 — 629. па до 630. године. Био је ујак кана Кубрата. Неки историчари идентификују Органу са познатим намесником Гостун из „списка бугарских канова”, док други одбацују такву тврдњу и сматрају Органа за локалног владара који је владао пре Гостуна. Лев Гамиљов, као и неки други бугарски историчари, идентификују Органа са каганом западних турака, Мохоту (Кулуг Сибир).